# Mariato
Mariato es un corregimiento y ciudad cabecera del distrito de Mariato en la provincia de Veraguas, República de Panamá. La localidad tiene 2.376 habitantes (2010).